# Adam Philipp von Krassow
Adam Philipp von Krassow, ab 1731 Freiherr von Krassow (* 5. Mai 1664 in Pansevitz; † 2. Februar 1736 in Falkenhagen), war General in mecklenburgischen Diensten und Gutsbesitzer in Pommern.

## Leben
Adam Philipp entstammte der alt-rügischen Familie von Krassow und war ein Sohn des Christian von Krassow (1620–1671) auf Pansevitz und der Margaretha von Holstein. Nach dem frühen Tod des Vaters leitete die Mutter die Erziehung und Bildung der Kinder durch Hauslehrer. 1679 folgte er seinem älteren Bruder Ernst Detlof von Krassow nach Schonen. Er wurde Page des schwedischen Königs Karl XI. Nach dem Tod der Mutter 1681 überließ er das geerbte Gut Varnkevitz seinem Bruder Ulrich Adolph gegen Geld. 1683 wurde er Fähnrich im Regiment des Kronprinzen. 1688 ließ er sich beurlauben und ging über Flandern nach Frankreich. Er wurde 1689 Hauptmann im Erskinschen Regiment, in dem sein Bruder Ernst Detlof von Krassow ein Bataillon kommandierte. In der Schlacht bei Fleurus (1690) geriet er in französische Gefangenschaft. Nach seiner Freilassung nahm er an weiteren Schlachten des Pfälzischen Erbfolgekrieges teil. 1693 nahm er seinen Abschied und heiratete im folgenden Jahr in Schwedisch-Pommern Anna Hedwig von Wolffradt. 1695 ging er wieder nach Brabant, um bis zum Frieden von Rijswijk 1697 Kriegsdienst zu leisten.
Nach einem weiteren Aufenthalt in der Heimat übernahm er 1699 eine Kompanie im Dragonerregiment seines Bruders Ernst Detlof. Noch im selben Jahr trat er in den Dienst des Herzogs Friedrich Wilhelm I. zu Mecklenburg-Schwerin. In Mecklenburg baute er ein Dragonerregiment auf, zu dessen Oberst er 1702 ernannt wurde. Der Herzog überließ dieses Regiment 1703 dem preußischen König Friedrich I., der es zur Verstärkung der kaiserlichen Truppen am Oberrhein während des Spanischen Erbfolgekrieges entsandte. Damit nahm Krassow an der Ersten Schlacht bei Höchstädt, die mit einer Niederlage der kaiserlichen Truppen endete.
1704 übertrug ihm der mecklenburgische Herzog das Kommando über ein weiteres zum Reichskontingent gehörendes Kavallerieregiment. Nach der Schlacht am Schellenberg besetzte er mit diesem Regiment die Stadt Dillingen an der Donau. Mit seinem Dragonerregiment wurde er 1704 in der Zweiten Schlacht bei Höchstädt eingesetzt. Krassow, der vom preußischen König mit dem Orden de la Générosité ausgezeichnet, kehrte 1705 mit dem Regiment nach Dömitz in Mecklenburg zurück. Er wurde vom Herzog zum Brigadier befördert, gab die Dragoner an der Oberst von Wedell ab und blieb Chef des zum Reichskontingent abgestellten Kavallerieregiments. Persönlich nahm er seit dieser Zeit an keinen Feldzügen mehr teil.
Nach dem Tod seiner Schwiegermutter kam er in den Besitz der Güter Falkenhagen und Henneckenhagen (Hankenhagen) in Schwedisch-Pommern. Aus dienstlichen Gründen hielt er sich meist in Schwerin und in Rostock auf. Herzog Friedrich Wilhelm beförderte ihn am 15. Mai 1707 zum Generalmajor und gab ihm das Kommando über sämtliche Truppen in Mecklenburg.
Während er zu Beginn des zweiten Jahrzehnts des Großen Nordischen Krieges zu diplomatischen Missionen an verschiedene Höfe entsandt wurde, blieben nach der Besetzung Schwedisch-Pommerns durch feindliche Truppen die Einnahmen aus seinen Gütern aus. Gleichzeitig konnte ihm Mecklenburg nur die Hälfte des zustehenden Gehalts zahlen. Ende 1714 wurde sein Bestallungspatent erneuert, er wurde zum Geheimen Rat und zum Präses des Kriegskommissariats und des Licent-Kollegiums ernannt. Er erhielt dadurch höhere Einnahmen und 1715 auch den größten Teil der rückständigen Gehaltszahlungen. Das Verhältnis zu dem seit 1713 regierenden Herzog Karl Leopold verschlechterte sich jedoch zusehends. Mit dazu bei trug sein Sohn Carl Detlof, der im Streit den Kammerjunker von Berner, einen Günstling des Herzogs, erschlagen hatte und vor dem Ende des gegen ihn geführten Prozesses aus seinem Gefängnis in Schwerin entkam. Im Juni 1717 reichte von Krassow seinen Abschied ein, der ihm zum Jahresende gewährt wurde.
Er zog auf sein Gut Falkenhagen und hielt sich in den Wintermonaten häufig in Stralsund auf. Der schwedische König Friedrich von Hessen-Kassel bot ihm 1720 an, in seine Dienste zu treten. Obwohl Adam Philipp von Krassow unter Hinweis auf sein fortgeschrittenes Alter ablehnte, beförderte der König ihn 1725 zum Generalleutnant, sicherte ihm eine Pension zu und erhob ihn 1731 in den schwedischen Freiherrenstand. Nachdem sein Neffe Carl Wilhelm 1735 verstorben war, erbte Adam Philipp als nächster Agnat den Lehnsbesitz der Krassowschen Stammgüter.
Adam Philipp von Krassow starb 1736 auf seinem Gut Falkenhagen und wurde im Erbbegräbnis in Reinberg beigesetzt.